# Guillemette de Sairigné
Guillemette de Sairigné est une journaliste et écrivain française née à Saïgon le 27 mai 1947.

## Biographie
Guillemette de Sairigné est la fille du lieutenant-colonel Gabriel Brunet de Sairigné et de Marie-Charlotte Jourdan de La Passardière. Elle épouse Henri Tézenas du Montcel puis Gérard Fabry, ingénieur polytechnicien et administrateur de sociétés (petit-fils de William Beilby Avery (en) et veuf de Claire Michel, petite-fille de Gaston Goüin).

### Carrière journalistique
Guillemette de Sairigné collabore au Monde, à L'Express, au Point puis à Madame Figaro, où elle assure la rubrique des « Grands Entretiens », avec des personnalités les plus diverses, comme Françoise Sagan, Romain Gary, Le Clézio, Barbara, Maurice Béjart et Yehudi Menuhin, ou de grands témoins comme l'abbé Pierre ou sœur Emmanuelle. Elle produit, en même temps, des émissions télévisées pour la seconde chaîne et écrit des livres.

### Œuvre littéraire
Mêlant témoignages vécus et analyses de fond avec des maîtres dans leur spécialité (l’historien Georges Duby, le philosophe René Girard, le prix Nobel de physique Georges Charpak, l’astrophysicien Trinh Xuan Thuan, le psychiatre Boris Cyrulnik…), ses premiers ouvrages traitent de la souffrance (Tous les dragons de notre vie), de la beauté (La beauté en plus) ou du pardon (Mille pardons).
Avec Mon illustre inconnu publié en 1998 (Fayard), Guillemette de Sairigné enquête sur son père, Gabriel de Sairigné, héros de Narvik et de Bir Hakeim, Compagnon de la Libération, mort au champ d’honneur en Indochine, à 35 ans, à la tête de la 13e demi-brigade de Légion étrangère quand elle n’avait que quelques mois.
Dans La Circassienne (2011, Robert Laffont), elle évoque l'histoire d’une autre figure de la Légion, la comtesse du Luart née Gali Hagondokoff à Saint-Pétersbourg, qui dirigea une formation chirurgicale mobile pendant la Seconde Guerre mondiale et reste la « Marraine » du 1er régiment étranger de cavalerie,.
Paru en 2019, Pechkoff, le manchot magnifique (Allary Éditions), prolonge cette galerie de portraits. À partir d’archives inédites, notamment d’une correspondance avec Maxime Gorki, Guillemette de Sairigné signe la première biographie de Zinovi Pechkoff, fils adoptif de Gorki, qui connaîtra une grande carrière dans les rangs de la France libre. De simple légionnaire pendant la Première Guerre mondiale — où il perd son bras droit —, il deviendra général de corps d’armée et ambassadeur de France. Charles de Gaulle lui écrira un jour : « Vous avez été au moment où il le fallait, l’homme qu’il fallait, là où il le fallait, j’ajoute que vous y avez mis le style »,,.
Paru le 2 juin 2022, Le dernier des Compagnons, Hubert Germain (éditions Tallandier) présente la vie bien remplie d'Hubert Germain, l'ultime survivant des 1038 membres de l'ordre de la Libération, mort à l'automne 2021,.

## Distinctions
- Officière de la Légion d'honneur en 2023[9], chevalière en 2015

## Livres publiés

### Biographies
- Mon illustre inconnu, enquête sur un père de légende, Fayard, 1998, 330 p.  (ISBN 978-2-213-60051-2).

- Prix d’Académie de l’Académie française
- La Circassienne, Robert Laffont, 2011, 528 p.  (ISBN 978-2-221-11108-6)[10]. Rééd. Seuil coll. « Points » en 2013  (ISBN 978-2-757-83736-8).
- Pechkoff, le manchot magnifique, Allary Éditions, 2019, 610 p.  (ISBN 978-2-37073-291-0).

- Prix de la biographie de l'Académie française 2020
- Le dernier des Compagnons, Hubert Germain, Éditions Tallandier, 2022, 224 p.  (ISBN 979-10-210-5316-8).

### Enquêtes
- Tous les dragons de notre vie… Chroniques du bord du gouffre, Fayard, 1993, 364 p.  (ISBN 978-2-213-03048-7). Réed. « Livre de Poche » en 1994  (ISBN 978-2-253-13582-1).

- Prix Montyon de l’Académie française
- Retrouvailles. Quand le passé se conjugue au présent, Fayard, 1995, 330 p.  (ISBN 978-2-213-59400-2).
- La beauté en plus, Fayard, 2004, 440 p.  (ISBN 978-2-213-61993-4).
- Mille pardons, Robert Laffont, 2006, 306 p.  (ISBN 978-2-221-10484-2).